# Ferdinand Howald
Pour les articles homonymes, voir Howald.
Ferdinand Howald est un homme d'affaires et collectionneur d'art américain né le 2 septembre 1856 à Wangen an der Aare, en Suisse, et mort le 29 mars 1934, à Columbus, dans l'Ohio.
Après s'être enrichi à la tête d'une mine de charbon en Virginie-Occidentale, il s'installe à New York et commence à constituer une collection d'art moderne européen. Il devient par ailleurs le mécène d'artistes tels que Man Ray, dont il finance le voyage vers le Vieux Continent en 1921. Il fait également des dons au Columbus Museum of Art, à qui il offre en 1931 La Chasse au tigre d'Henri Rousseau et Le Congre, Étretat d'Henri Matisse.
À sa mort à l'âge de 77 ans, il lègue encore d'autres œuvres au même musée, qu'il aura finalement enrichi de créations de Georges Braque, Albert Gleizes, Fernand Léger, Jean Metzinger et Pablo Picasso, notamment. Les fonds qu'il a laissés pour de futures acquisitions ont en outre permis d'acquérir le Soleil du matin d'Edward Hopper en 1954.